# Selçuk Şahin (Fußballspieler, 1981)
Selçuk Şahin (* 31. Januar 1981 in Tunceli) ist ein ehemaliger türkischer Fußballspieler und aktueller Co-Trainer der türkischen Nationalmannschaft.

## Karriere

### Im Verein
Şahin arbeitete als Kellner, bevor er Profifußballer wurde. 1999 unterschrieb er beim Zweitligisten Hatayspor seinen ersten Profivertrag. Nach sieben Einsätzen in seiner ersten Saison wurde er 2000/01 Stammspieler und erzielte drei Treffer in 33 Partien. 2001 wechselte er zu Istanbulspor und stand dort in der Saison 2001/02 31 Mal in der Startelf. In der folgenden Spielzeit bestritt er 32 Einsätze von Beginn an. 2003/04 heuerte Selçuk bei Fenerbahçe Istanbul an, absolvierte 25 Ligapartien, schoss dabei ein Tor und gewann mit dem Team die türkische Meisterschaft. In der Saison 2004/05 konnte man den Titel verteidigen.
Mit dem Vertragsende zum Sommer 2015 erhielt er von Fenerbahçe keine Vertragsverlängerung und verließ daraufhin diesen Klub nach 15-jähriger Zugehörigkeit.
Zur Saison 2015/16 verließ Şahin nach zwölfjahriger Zugehörigkeit Fenerbahçe und wechselte zum schweizerischen Verein FC Wil.
Im Frühjahr 2016 kehrte er in die Türkei zurück und heuerte beim Erstligisten Gençlerbirliği Ankara an. Nach eineinhalb Spielzeiten bei den Hauptstädtern zog er im Sommer 2017 zum neuen Erstligisten Göztepe Izmir weiter. Sein Vertrag mit Göztepe wurde nicht verlängert und Şahin kehrte nach einer Saison zurück zu Gençlerbirliği Ankara. Mit diesem Verein wurde er zum Saisonende Vizemeister der TFF 1. Lig und schaffte so den direkten Wiederaufstieg in die Süper Lig. Nach einer fehlgeschlagenen Vertragsverlängerung heuerte er zur neuen Saison beim Zweitligisten Bursaspor an.

### In der Nationalmannschaft
Nach starken Leistungen bei İstanbulspor wurde er Stammspieler in der türkischen U21-Nationalmannschaft, für die er 19 Einsätze absolvierte und zwei Tore schoss. Beim FIFA-Konföderationenpokal spielte er für die A-Nationalmannschaft und belegte mit dieser den dritten Platz.

## Erfolge
Nationalmannschaft
- FIFA-Konföderationen-Pokal: Dritter 2003 in Frankreich (5 Einsätze)[2]

Fenerbahçe Istanbul
- 5 × Türkischer Meister: 2004, 2005, 2007, 2011, 2014
- 2 × Türkischer Supercup-Sieger: 2007, 2009
- 2 × Türkischer Pokalsieger: 2012, 2013

Gençlerbirliği Ankara
- Vizemeister der TFF 1. Lig und Aufstieg in die Süper Lig:2018/19